# Yōshoku

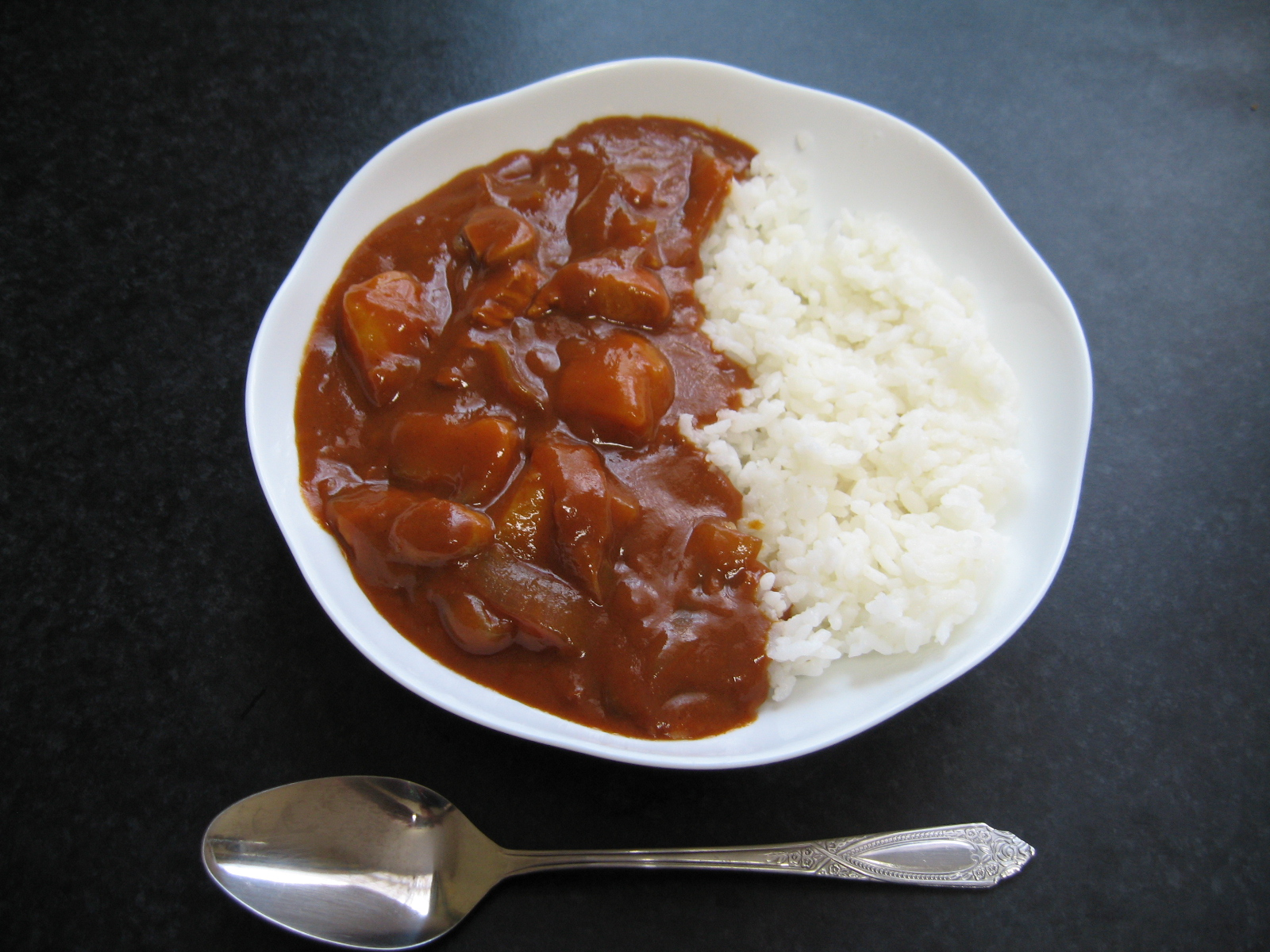
Exemple de yōshoku : une assiette de.

Yōshoku (洋食), dans la cuisine japonaise, désigne la cuisine d’inspiration occidentale. Elle tire ses origines de l'importation et de l'adaptation de plats occidentaux depuis le début de l'ère Meiji (1868-1912).